# Phyllopidea montana
Phyllopidea montana är en insektsart som beskrevs av Knight 1968. Phyllopidea montana ingår i släktet Phyllopidea och familjen ängsskinnbaggar. Inga underarter finns listade i Catalogue of Life.